# 斯特法诺·菲奥雷
斯蒂法诺·菲奥雷（Stefano Fiore，1975年4月24日—），是一名意大利已退役足球員，司職中場。

## 生平

### 球會
費奧利出身於意大利小球會哥辛沙，兩季後轉投帕爾馬，但只上陣8場，之後轉至帕多瓦、基爾禾等小球會效力。1999年費奧利加盟意甲烏甸尼斯，首季上陣33場聯賽取得9個入球，翌季34賽聯賽入9球，兩季合共攻入18球，是現時為止費奧利在足球生涯中得到最多入球的兩季。
2000-01年球季，費奧利轉投意甲首都球會拉素，在這支羅馬球會三季間分別得到3球、5球以及8球入球。這時拉素出現財政困難，除大量球員被欠薪外，還要不斷出售球員套現，結果2004年費奧利被售往西甲球會華倫西亞。2005-06年球季，費奧利被外借至費倫天拿，只效力了一季；一年後他再被外借到拖連奴，也是效力一季。
由於年事已高，離開拖連奴後他轉到意乙，加盟文多瓦。
2011年，費奧利宣布退役。

### 國家隊
費奧利首次為意大利上陣是於2000年2月對瑞典的友賽，在2000年歐洲足球錦標賽的分組賽中，費奧利對比利時時射入1球，助國家隊以2比0贏得3分。
2002年世界杯前，費奧利因於球會的表現欠佳，而未能入選國家隊，及後在2004年，費奧利的表現回勇，再次成為歐洲國家盃的球員之一，但這次後備上陣兩場，未有入球。直到現在，費奧利共為國家隊上陣38場，攻入兩球。

## 榮譽

### 俱樂部榮譽
帕爾馬
- 義大利盃冠軍：1999年
- 歐洲足協盃冠軍：1994/95年，1998/99年

烏迪內斯
- 圖圖盃冠軍：2000年

拉齊奧
- 義大利盃冠軍：2004年

瓦倫西亞
- 歐洲超級盃冠軍：2004年

### 國家隊榮譽
義大利國家足球隊
- 歐洲足球錦標賽亞軍：2000年

### 個人榮譽
- 義大利盃首席神射手：2003/04年(6球)

 義大利共和國5級騎士勳章：2000年 